# Přehled československých medailí na mistrovství světa v atletice
Přehled československých medailí na mistrovství světa v atletice (na dráze) a na Halové mistrovství světa v atletice

## Celkový přehled - na dráze
| Rok     | Místo konání | Zlatá medaile | Stříbrná medaile | Bronzová medaile | Celkem |
| ------- | ------------ | ------------- | ---------------- | ---------------- | ------ |
| MS 1983 | Helsinky     | 4             | 3                | 2                | 9      |
| MS 1987 | Řím          | 0             | 1                | 1                | 2      |
| MS 1991 | Tokio        | 0             | 0                | 0                | 0      |
| Celkem  |              | 4             | 4                | 3                | 11     |

## Podle medailí - na dráze
| Rok     | Místo konání | Atlet                                                                          | Disciplína     | Výkon   | Zlato         | Stříbro          | Bronz            |
| ------- | ------------ | ------------------------------------------------------------------------------ | -------------- | ------- | ------------- | ---------------- | ---------------- |
| MS 1983 | Helsinky     | Jarmila Kratochvílová                                                          | 400 m          | 47,99 s | Zlatá medaile |                  |                  |
| MS 1983 | Helsinky     | Jarmila Kratochvílová                                                          | 800 m          | 1:54,68 | Zlatá medaile |                  |                  |
| MS 1983 | Helsinky     | Helena Fibingerová                                                             | vrh koulí      | 21,05 m | Zlatá medaile |                  |                  |
| MS 1983 | Helsinky     | Imrich Bugár                                                                   | hod diskem     | 67,72 m | Zlatá medaile |                  |                  |
| MS 1983 | Helsinky     | Taťána Kocembová                                                               | 400 m          | 48,59 s |               | Stříbrná medaile |                  |
| MS 1983 | Helsinky     | Jozef Pribilinec                                                               | chůze na 20 km | 1:20,59 |               | Stříbrná medaile |                  |
| MS 1983 | Helsinky     | Taťána Kocembová Zuzana Moravčíková Milena Matějkovičová Jarmila Kratochvílová | 4×400 m        | 3:20,32 |               | Stříbrná medaile |                  |
| MS 1983 | Helsinky     | Remigius Machura                                                               | vrh koulí      | 20,98 m |               |                  | Bronzová medaile |
| MS 1983 | Helsinky     | Gejza Valent                                                                   | hod diskem     | 66,08 m |               |                  | Bronzová medaile |
| MS 1987 | Řím          | Jozef Pribilinec                                                               | chůze na 20 km | 1:21,07 |               | Stříbrná medaile |                  |
| MS 1987 | Řím          | Jan Železný                                                                    | hod oštěpem    | 82,20 m |               |                  | Bronzová medaile |

## Celkový přehled - v hale
| Rok      | Místo konání | Zlatá medaile | Stříbrná medaile | Bronzová medaile | Celkem |
| -------- | ------------ | ------------- | ---------------- | ---------------- | ------ |
| HMS 1985 | Paříž        | 2             | 0                | 1                | 3      |
| HMS 1987 | Indianapolis | 0             | 2                | 1                | 3      |
| HMS 1989 | Budapešť     | 0             | 1                | 0                | 1      |
| HMS 1991 | Sevilla      | 0             | 1                | 0                | 1      |
| Celkem   |              | 2             | 4                | 2                | 8      |

## Podle medailí - v hale
| Rok      | Místo konání | Atlet              | Disciplína    | Výkon    | Zlato         | Stříbro          | Bronz            |
| -------- | ------------ | ------------------ | ------------- | -------- | ------------- | ---------------- | ---------------- |
| HMS 1985 | Paříž        | Remigius Machura   | vrh koulí     | 21,22 m  | Zlatá medaile |                  |                  |
| HMS 1985 | Paříž        | Jan Leitner        | skok daleký   | 7,96 m   | Zlatá medaile |                  |                  |
| HMS 1985 | Paříž        | Ivan Uvizl         | 3000 m        | 7:57,92  |               |                  | Bronzová medaile |
| HMS 1987 | Indianapolis | Gabriela Sedláková | 800 m         | 2:01,85  |               | Stříbrná medaile |                  |
| HMS 1987 | Indianapolis | Jozef Pribilinec   | chůze na 5 km | 18:27,80 |               | Stříbrná medaile |                  |
| HMS 1987 | Indianapolis | Ján Zvara          | skok do výšky | 234 cm   |               |                  | Bronzová medaile |
| HMS 1989 | Budapešť     | Roman Mrázek       | chůze na 5 km | 18:28,90 |               | Stříbrná medaile |                  |
| HMS 1991 | Sevilla      | Ivana Kubešová     | 1500 m        | 4:06,22  |               | Stříbrná medaile |                  |